# Curling nos Jogos Olímpicos de Inverno de 2022 - Feminino
As competições do curling feminino nos Jogos Olímpicos de Inverno de 2022 ocorreram no Centro Aquático Nacional de Pequim entre 10 e 20 de fevereiro. Dez equipes classificaram-se para o evento, que foi disputado num sistema de todos contra todos na primeira fase, classificando as quatro melhores equipes para a fase final.

## Medalhistas
|  | GBR Grã-Bretanha                                                |  | JPN Japão                                                                   |  | SWE Suécia                                                                   |
|  | Eve Muirhead Vicky Wright Jennifer Dodds Hailey Duff Mili Smith |  | Satsuki Fujisawa Chinami Yoshida Yumi Suzuki Yurika Yoshida Kotomi Ishizaki |  | Anna Hasselborg Sara McManus Agnes Knochenhauer Sofia Mabergs Johanna Heldin |

## Equipes
| CAN Canadá | CHN China | KOR Coreia do Sul | DEN Dinamarca | USA Estados Unidos |
| --- | --- | --- | --- | --- |
| Capitã: Jennifer Jones Terceira: Kaitlyn Lawes Segunda: Jocelyn Peterman Primeira: Dawn McEwen Reserva: Lisa Weagle | Capitã: Han Yu Terceira: Wang Rui Segunda: Dong Ziqi Primeira: Zhang Lijun Reserva: Jiang Xindi                           | Capitã: Kim Eun-jung Terceira: Kim Kyeong-ae Segunda: Kim Cho-hi Primeira: Kim Seon-yeong Reserva: Kim Yeong-mi                | Capitã: Madeleine Dupont Terceira: Mathilde Halse Segunda: Denise Dupont Primeira: My Larsen Reserva: Jasmin Lander        | Capitã: Tabitha Peterson Terceira: Nina Roth Segunda: Becca Hamilton Primeira: Tara Peterson Reserva: Aileen Geving           |
| GBR Grã-Bretanha | JPN Japão | ROC | SWE Suécia | SUI Suíça |
| Capitã: Eve Muirhead Terceira: Vicky Wright Segunda: Jennifer Dodds Primeira: Hailey Duff Reserva: Mili Smith       | Capitã: Satsuki Fujisawa Terceira: Chinami Yoshida Segunda: Yumi Suzuki Primeira: Yurika Yoshida Reserva: Kotomi Ishizaki | Capitã: Alina Kovaleva Terceira: Yulia Portunova Segunda: Galina Arsenkina Primeira: Ekaterina Kuzmina Reserva: Maria Komarova | Capitã: Anna Hasselborg Terceira: Sara McManus Segunda: Agnes Knochenhauer Primeira: Sofia Mabergs Reserva: Johanna Heldin | Quarta: Alina Pätz Capitã: Silvana Tirinzoni Segunda: Esther Neuenschwander Primeira: Melanie Barbezat Reserva: Carole Howald |

## Primeira fase

### Classificação
|  | Equipes classificadas para as semifinais |
|  | Equipes eliminadas na primeira fase      |

| País               | Capitão           | V | D | V/D | PF | PS | EV | EP | EB | ER | %     | DSC   |
| ------------------ | ----------------- | - | - | --- | -- | -- | -- | -- | -- | -- | ----- | ----- |
| SUI Suíça          | Silvana Tirinzoni | 8 | 1 | –   | 67 | 46 | 44 | 36 | 4  | 12 | 81.6% | 19.14 |
| SWE Suécia         | Anna Hasselborg   | 7 | 2 | –   | 64 | 49 | 39 | 35 | 6  | 12 | 82.0% | 25.02 |
| GBR Grã-Bretanha   | Eve Muirhead      | 5 | 4 | 1–1 | 63 | 47 | 39 | 33 | 4  | 9  | 80.6% | 35.27 |
| JPN Japão          | Satsuki Fujisawa  | 5 | 4 | 1–1 | 64 | 62 | 40 | 36 | 2  | 13 | 82.3% | 36.00 |
| CAN Canadá         | Jennifer Jones    | 5 | 4 | 1–1 | 71 | 59 | 42 | 41 | 1  | 14 | 80.4% | 45.44 |
| USA Estados Unidos | Tabitha Peterson  | 4 | 5 | 2–0 | 60 | 64 | 40 | 39 | 2  | 12 | 79.5% | 33.87 |
| CHN China          | Han Yu            | 4 | 5 | 1–1 | 56 | 67 | 38 | 41 | 3  | 10 | 79.6% | 30.06 |
| KOR Coreia do Sul  | Kim Eun-jung      | 4 | 5 | 0–2 | 62 | 66 | 40 | 42 | 3  | 10 | 80.8% | 27.79 |
| DEN Dinamarca      | Madeleine Dupont  | 2 | 7 | –   | 50 | 68 | 33 | 41 | 7  | 0  | 77.2% | 23.36 |
| ROC                | Alina Kovaleva    | 1 | 8 | –   | 50 | 79 | 34 | 45 | 2  | 7  | 78.9% | 29.34 |

### Resultados
Todas as partidas seguem o horário local (UTC+8).
Primeira rodada
Quinta-feira, 10 de fevereiro, 9:05
| Pista A                     | LSFE    | 1 | 2 | 3 | 4 | 5 | 6 | 7 | 8 | 9 | 10 | 11 | Final |
| --------------------------- | ------- | - | - | - | - | - | - | - | - | - | -- | -- | ----- |
| GBR Grã-Bretanha (Muirhead) |         | 0 | 0 | 1 | 0 | 0 | 2 | 1 | 0 | 1 | 0  | 0  | 5     |
| SUI Suíça (Tirinzoni)       | Martelo | 0 | 1 | 0 | 1 | 0 | 0 | 0 | 2 | 0 | 1  | 1  | 6     |

| Pista B                | LSFE    | 1 | 2 | 3 | 4 | 5 | 6 | 7 | 8 | 9 | 10 | Final |
| ---------------------- | ------- | - | - | - | - | - | - | - | - | - | -- | ----- |
| DEN Dinamarca (Dupont) | Martelo | 0 | 2 | 0 | 1 | 0 | 0 | 3 | 0 | 0 | 1  | 7     |
| CHN China (Han)        |         | 0 | 0 | 1 | 0 | 2 | 0 | 0 | 1 | 2 | 0  | 6     |

| Pista C                 | LSFE    | 1 | 2 | 3 | 4 | 5 | 6 | 7 | 8 | 9 | 10 | Final |
| ----------------------- | ------- | - | - | - | - | - | - | - | - | - | -- | ----- |
| SWE Suécia (Hasselborg) | Martelo | 0 | 1 | 0 | 0 | 1 | 3 | 0 | 3 | 0 | X  | 8     |
| JPN Japão (Fujisawa)    |         | 0 | 0 | 2 | 1 | 0 | 0 | 1 | 0 | 1 | X  | 5     |

| Pista D                       | LSFE    | 1 | 2 | 3 | 4 | 5 | 6 | 7 | 8 | 9 | 10 | Final |
| ----------------------------- | ------- | - | - | - | - | - | - | - | - | - | -- | ----- |
| ROC (Kovaleva)                |         | 0 | 1 | 0 | 0 | 0 | 2 | 0 | X | X | X  | 3     |
| USA Estados Unidos (Peterson) | Martelo | 2 | 0 | 1 | 1 | 2 | 0 | 3 | X | X | X  | 9     |

Segunda rodada
Quinta-feira, 10 de fevereiro, 20:05
| Pista A                 | LSFE    | 1 | 2 | 3 | 4 | 5 | 6 | 7 | 8 | 9 | 10 | Final |
| ----------------------- | ------- | - | - | - | - | - | - | - | - | - | -- | ----- |
| CAN Canadá (Jones)      |         | 0 | 2 | 0 | 3 | 1 | 0 | 3 | 0 | 1 | 2  | 12    |
| KOR Coreia do Sul (Kim) | Martelo | 1 | 0 | 3 | 0 | 0 | 2 | 0 | 1 | 0 | 0  | 7     |

| Pista B                     | LSFE    | 1 | 2 | 3 | 4 | 5 | 6 | 7 | 8 | 9 | 10 | Final |
| --------------------------- | ------- | - | - | - | - | - | - | - | - | - | -- | ----- |
| SWE Suécia (Hasselborg)     | Martelo | 0 | 0 | 1 | 0 | 0 | 1 | 0 | X | X | X  | 2     |
| GBR Grã-Bretanha (Muirhead) |         | 0 | 1 | 0 | 4 | 1 | 0 | 2 | X | X | X  | 8     |

| Pista C                       | LSFE    | 1 | 2 | 3 | 4 | 5 | 6 | 7 | 8 | 9 | 10 | Final |
| ----------------------------- | ------- | - | - | - | - | - | - | - | - | - | -- | ----- |
| USA Estados Unidos (Peterson) |         | 1 | 0 | 2 | 0 | 0 | 1 | 0 | 2 | 0 | 1  | 7     |
| DEN Dinamarca (Dupont)        | Martelo | 0 | 1 | 0 | 2 | 0 | 0 | 1 | 0 | 1 | 0  | 5     |

| Pista D               | LSFE    | 1 | 2 | 3 | 4 | 5 | 6 | 7 | 8 | 9 | 10 | Final |
| --------------------- | ------- | - | - | - | - | - | - | - | - | - | -- | ----- |
| CHN China (Han)       | Martelo | 0 | 1 | 0 | 1 | 0 | 1 | 0 | 2 | 0 | 0  | 5     |
| SUI Suíça (Tirinzoni) |         | 1 | 0 | 1 | 0 | 1 | 0 | 2 | 0 | 1 | 1  | 7     |

Terceira rodada
Sexta-feira, 11 de fevereiro, 14:05
| Pista A                       | LSFE    | 1 | 2 | 3 | 4 | 5 | 6 | 7 | 8 | 9 | 10 | Final |
| ----------------------------- | ------- | - | - | - | - | - | - | - | - | - | -- | ----- |
| USA Estados Unidos (Peterson) |         | 2 | 0 | 1 | 1 | 1 | 1 | 0 | 2 | 0 | X  | 8     |
| CHN China (Han)               | Martelo | 0 | 1 | 0 | 0 | 0 | 0 | 2 | 0 | 1 | X  | 4     |

| Pista B              | LSFE    | 1 | 2 | 3 | 4 | 5 | 6 | 7 | 8 | 9 | 10 | Final |
| -------------------- | ------- | - | - | - | - | - | - | - | - | - | -- | ----- |
| CAN Canadá (Jones)   | Martelo | 0 | 2 | 0 | 0 | 0 | 2 | 0 | 1 | 0 | X  | 5     |
| JPN Japão (Fujisawa) |         | 1 | 0 | 2 | 1 | 1 | 0 | 2 | 0 | 1 | X  | 8     |

| Pista C               | LSFE    | 1 | 2 | 3 | 4 | 5 | 6 | 7 | 8 | 9 | 10 | Final |
| --------------------- | ------- | - | - | - | - | - | - | - | - | - | -- | ----- |
| SUI Suíça (Tirinzoni) | Martelo | 2 | 0 | 0 | 1 | 0 | 0 | 2 | 3 | 0 | 0  | 8     |
| ROC (Kovaleva)        |         | 0 | 0 | 1 | 0 | 1 | 2 | 0 | 0 | 2 | 1  | 7     |

| Pista D                     | LSFE    | 1 | 2 | 3 | 4 | 5 | 6 | 7 | 8 | 9 | 10 | Final |
| --------------------------- | ------- | - | - | - | - | - | - | - | - | - | -- | ----- |
| KOR Coreia do Sul (Kim)     | Martelo | 0 | 0 | 2 | 1 | 0 | 2 | 0 | 0 | 4 | 0  | 9     |
| GBR Grã-Bretanha (Muirhead) |         | 0 | 1 | 0 | 0 | 2 | 0 | 1 | 2 | 0 | 1  | 7     |

Quarta rodada
Sábado, 12 de fevereiro, 9:05
| Pista A                 | LSFE    | 1 | 2 | 3 | 4 | 5 | 6 | 7 | 8 | 9 | 10 | Final |
| ----------------------- | ------- | - | - | - | - | - | - | - | - | - | -- | ----- |
| SWE Suécia (Hasselborg) | Martelo | 0 | 0 | 2 | 0 | 3 | 0 | 1 | 0 | 1 | 0  | 7     |
| CAN Canadá (Jones)      |         | 1 | 0 | 0 | 1 | 0 | 1 | 0 | 2 | 0 | 1  | 6     |

| Pista B                 | LSFE    | 1 | 2 | 3 | 4 | 5 | 6 | 7 | 8 | 9 | 10 | Final |
| ----------------------- | ------- | - | - | - | - | - | - | - | - | - | -- | ----- |
| KOR Coreia do Sul (Kim) | Martelo | 1 | 0 | 2 | 1 | 2 | 0 | 2 | 0 | 1 | X  | 9     |
| ROC (Kovaleva)          |         | 0 | 2 | 0 | 0 | 0 | 1 | 0 | 2 | 0 | X  | 5     |

| Pista D                | LSFE    | 1 | 2 | 3 | 4 | 5 | 6 | 7 | 8 | 9 | 10 | Final |
| ---------------------- | ------- | - | - | - | - | - | - | - | - | - | -- | ----- |
| JPN Japão (Fujisawa)   |         | 0 | 1 | 0 | 2 | 0 | 1 | 0 | 1 | 0 | 3  | 8     |
| DEN Dinamarca (Dupont) | Martelo | 0 | 0 | 2 | 0 | 2 | 0 | 2 | 0 | 1 | 0  | 7     |

Quinta rodada
Sábado, 12 de fevereiro, 20:05
| Pista A              | LSFE    | 1 | 2 | 3 | 4 | 5 | 6 | 7 | 8 | 9 | 10 | Final |
| -------------------- | ------- | - | - | - | - | - | - | - | - | - | -- | ----- |
| ROC (Kovaleva)       | Martelo | 1 | 0 | 1 | 2 | 0 | 1 | 0 | 0 | 0 | 0  | 5     |
| JPN Japão (Fujisawa) |         | 0 | 1 | 0 | 0 | 1 | 0 | 3 | 1 | 1 | 3  | 10    |

| Pista B                | LSFE    | 1 | 2 | 3 | 4 | 5 | 6 | 7 | 8 | 9 | 10 | Final |
| ---------------------- | ------- | - | - | - | - | - | - | - | - | - | -- | ----- |
| DEN Dinamarca (Dupont) |         | 0 | 0 | 1 | 0 | 0 | 0 | 3 | 0 | 1 | 0  | 5     |
| SUI Suíça (Tirinzoni)  | Martelo | 1 | 0 | 0 | 1 | 0 | 1 | 0 | 3 | 0 | 2  | 8     |

| Pista C                       | LSFE    | 1 | 2 | 3 | 4 | 5 | 6 | 7 | 8 | 9 | 10 | Final |
| ----------------------------- | ------- | - | - | - | - | - | - | - | - | - | -- | ----- |
| GBR Grã-Bretanha (Muirhead)   | Martelo | 2 | 2 | 0 | 0 | 1 | 0 | 2 | 0 | 3 | X  | 10    |
| USA Estados Unidos (Peterson) |         | 0 | 0 | 0 | 2 | 0 | 2 | 0 | 1 | 0 | X  | 5     |

| Pista D                 | LSFE    | 1 | 2 | 3 | 4 | 5 | 6 | 7 | 8 | 9 | 10 | Final |
| ----------------------- | ------- | - | - | - | - | - | - | - | - | - | -- | ----- |
| SWE Suécia (Hasselborg) |         | 0 | 0 | 2 | 0 | 0 | 2 | 2 | 0 | 0 | X  | 6     |
| CHN China (Han)         | Martelo | 0 | 3 | 0 | 1 | 2 | 0 | 0 | 2 | 1 | X  | 9     |

Sexta rodada
Domingo, 13 de fevereiro, 14:05
| Pista A                     | LSFE    | 1 | 2 | 3 | 4 | 5 | 6 | 7 | 8 | 9 | 10 | Final |
| --------------------------- | ------- | - | - | - | - | - | - | - | - | - | -- | ----- |
| DEN Dinamarca (Dupont)      |         | 0 | 0 | 1 | 0 | 0 | 1 | 0 | 0 | 0 | X  | 2     |
| GBR Grã-Bretanha (Muirhead) | Martelo | 2 | 0 | 0 | 0 | 1 | 0 | 0 | 1 | 3 | X  | 7     |

| Pista B                       | LSFE    | 1 | 2 | 3 | 4 | 5 | 6 | 7 | 8 | 9 | 10 | Final |
| ----------------------------- | ------- | - | - | - | - | - | - | - | - | - | -- | ----- |
| USA Estados Unidos (Peterson) |         | 0 | 0 | 2 | 1 | 0 | 0 | 1 | 0 | 0 | X  | 4     |
| SWE Suécia (Hasselborg)       | Martelo | 0 | 2 | 0 | 0 | 1 | 2 | 0 | 2 | 3 | X  | 10    |

| Pista C                 | LSFE    | 1 | 2 | 3 | 4 | 5 | 6 | 7 | 8 | 9 | 10 | 11 | Final |
| ----------------------- | ------- | - | - | - | - | - | - | - | - | - | -- | -- | ----- |
| KOR Coreia do Sul (Kim) |         | 2 | 0 | 0 | 1 | 0 | 1 | 0 | 0 | 0 | 1  | 0  | 5     |
| CHN China (Han)         | Martelo | 0 | 1 | 1 | 0 | 1 | 0 | 0 | 2 | 0 | 0  | 1  | 6     |

| Pista D               | LSFE    | 1 | 2 | 3 | 4 | 5 | 6 | 7 | 8 | 9 | 10 | Final |
| --------------------- | ------- | - | - | - | - | - | - | - | - | - | -- | ----- |
| SUI Suíça (Tirinzoni) | Martelo | 1 | 1 | 0 | 1 | 0 | 0 | 1 | 2 | 2 | X  | 8     |
| CAN Canadá (Jones)    |         | 0 | 0 | 1 | 0 | 2 | 1 | 0 | 0 | 0 | X  | 4     |

Sétima rodada
Segunda-feira, 14 de fevereiro, 9:05
| Pista B              | LSFE    | 1 | 2 | 3 | 4 | 5 | 6 | 7 | 8 | 9 | 10 | Final |
| -------------------- | ------- | - | - | - | - | - | - | - | - | - | -- | ----- |
| CHN China (Han)      |         | 0 | 1 | 0 | 0 | 0 | 1 | 0 | 0 | X | X  | 2     |
| JPN Japão (Fujisawa) | Martelo | 0 | 0 | 3 | 1 | 3 | 0 | 2 | 1 | X | X  | 10    |

| Pista C            | LSFE    | 1 | 2 | 3 | 4 | 5 | 6 | 7 | 8 | 9 | 10 | Final |
| ------------------ | ------- | - | - | - | - | - | - | - | - | - | -- | ----- |
| CAN Canadá (Jones) |         | 2 | 2 | 0 | 2 | 0 | 2 | 0 | 1 | 2 | X  | 11    |
| ROC (Kovaleva)     | Martelo | 0 | 0 | 1 | 0 | 2 | 0 | 2 | 0 | 0 | X  | 5     |

| Pista D                       | LSFE    | 1 | 2 | 3 | 4 | 5 | 6 | 7 | 8 | 9 | 10 | Final |
| ----------------------------- | ------- | - | - | - | - | - | - | - | - | - | -- | ----- |
| USA Estados Unidos (Peterson) |         | 0 | 0 | 1 | 0 | 1 | 3 | 0 | 2 | 0 | 1  | 8     |
| KOR Coreia do Sul (Kim)       | Martelo | 0 | 1 | 0 | 1 | 0 | 0 | 2 | 0 | 2 | 0  | 6     |

Oitava rodada
Segunda-feira, 14 de fevereiro, 20:05
| Pista A                 | LSFE    | 1 | 2 | 3 | 4 | 5 | 6 | 7 | 8 | 9 | 10 | 11 | Final |
| ----------------------- | ------- | - | - | - | - | - | - | - | - | - | -- | -- | ----- |
| SUI Suíça (Tirinzoni)   | Martelo | 1 | 0 | 0 | 1 | 0 | 0 | 0 | 2 | 0 | 1  | 0  | 5     |
| SWE Suécia (Hasselborg) |         | 0 | 0 | 1 | 0 | 1 | 1 | 1 | 0 | 1 | 0  | 1  | 6     |

| Pista B                     | LSFE    | 1 | 2 | 3 | 4 | 5 | 6 | 7 | 8 | 9 | 10 | Final |
| --------------------------- | ------- | - | - | - | - | - | - | - | - | - | -- | ----- |
| GBR Grã-Bretanha (Muirhead) | Martelo | 0 | 0 | 1 | 0 | 0 | 1 | 0 | 1 | 0 | 0  | 3     |
| CAN Canadá (Jones)          |         | 1 | 0 | 0 | 0 | 3 | 0 | 1 | 0 | 1 | 1  | 7     |

| Pista C                 | LSFE    | 1 | 2 | 3 | 4 | 5 | 6 | 7 | 8 | 9 | 10 | Final |
| ----------------------- | ------- | - | - | - | - | - | - | - | - | - | -- | ----- |
| JPN Japão (Fujisawa)    | Martelo | 0 | 2 | 0 | 0 | 2 | 0 | 0 | 1 | 0 | X  | 5     |
| KOR Coreia do Sul (Kim) |         | 1 | 0 | 3 | 1 | 0 | 2 | 1 | 0 | 2 | X  | 10    |

| Pista D                | LSFE    | 1 | 2 | 3 | 4 | 5 | 6 | 7 | 8 | 9 | 10 | Final |
| ---------------------- | ------- | - | - | - | - | - | - | - | - | - | -- | ----- |
| DEN Dinamarca (Dupont) | Martelo | 2 | 0 | 0 | 1 | 0 | 1 | 0 | 3 | 0 | 3  | 10    |
| ROC (Kovaleva)         |         | 0 | 2 | 0 | 0 | 1 | 0 | 1 | 0 | 1 | 0  | 5     |

Nona rodada
Terça-feira, 15 de fevereiro, 14:05
| Pista A         | LSFE    | 1 | 2 | 3 | 4 | 5 | 6 | 7 | 8 | 9 | 10 | Final |
| --------------- | ------- | - | - | - | - | - | - | - | - | - | -- | ----- |
| CHN China (Han) | Martelo | 2 | 0 | 0 | 2 | 0 | 1 | 0 | 0 | X | X  | 5     |
| ROC (Kovaleva)  |         | 0 | 1 | 1 | 0 | 4 | 0 | 3 | 2 | X | X  | 11    |

| Pista B                 | LSFE    | 1 | 2 | 3 | 4 | 5 | 6 | 7 | 8 | 9 | 10 | Final |
| ----------------------- | ------- | - | - | - | - | - | - | - | - | - | -- | ----- |
| SWE Suécia (Hasselborg) |         | 0 | 2 | 3 | 0 | 3 | 0 | 1 | X | X | X  | 9     |
| DEN Dinamarca (Dupont)  | Martelo | 1 | 0 | 0 | 1 | 0 | 1 | 0 | X | X | X  | 3     |

| Pista C                       | LSFE    | 1 | 2 | 3 | 4 | 5 | 6 | 7 | 8 | 9 | 10 | Final |
| ----------------------------- | ------- | - | - | - | - | - | - | - | - | - | -- | ----- |
| USA Estados Unidos (Peterson) | Martelo | 1 | 0 | 1 | 1 | 0 | 1 | 0 | 2 | 0 | 0  | 6     |
| SUI Suíça (Tirinzoni)         |         | 0 | 2 | 0 | 0 | 1 | 0 | 1 | 0 | 4 | 1  | 9     |

| Pista D                     | LSFE    | 1 | 2 | 3 | 4 | 5 | 6 | 7 | 8 | 9 | 10 | Final |
| --------------------------- | ------- | - | - | - | - | - | - | - | - | - | -- | ----- |
| GBR Grã-Bretanha (Muirhead) | Martelo | 3 | 0 | 3 | 0 | 1 | 0 | 1 | 2 | X | X  | 10    |
| JPN Japão (Fujisawa)        |         | 0 | 1 | 0 | 2 | 0 | 1 | 0 | 0 | X | X  | 4     |

Décima rodada
Quarta-feira, 16 de fevereiro, 9:05
| Pista A                       | LSFE    | 1 | 2 | 3 | 4 | 5 | 6 | 7 | 8 | 9 | 10 | Final |
| ----------------------------- | ------- | - | - | - | - | - | - | - | - | - | -- | ----- |
| CAN Canadá (Jones)            |         | 0 | 2 | 2 | 0 | 0 | 1 | 1 | 0 | 0 | 1  | 7     |
| USA Estados Unidos (Peterson) | Martelo | 1 | 0 | 0 | 1 | 1 | 0 | 0 | 2 | 1 | 0  | 6     |

| Pista B                 | LSFE    | 1 | 2 | 3 | 4 | 5 | 6 | 7 | 8 | 9 | 10 | Final |
| ----------------------- | ------- | - | - | - | - | - | - | - | - | - | -- | ----- |
| SUI Suíça (Tirinzoni)   | Martelo | 0 | 0 | 1 | 0 | 3 | 0 | 0 | 0 | 2 | 2  | 8     |
| KOR Coreia do Sul (Kim) |         | 0 | 1 | 0 | 1 | 0 | 1 | 1 | 0 | 0 | 0  | 4     |

| Pista C                     | LSFE    | 1 | 2 | 3 | 4 | 5 | 6 | 7 | 8 | 9 | 10 | Final |
| --------------------------- | ------- | - | - | - | - | - | - | - | - | - | -- | ----- |
| CHN China (Han)             |         | 0 | 0 | 1 | 0 | 1 | 0 | 2 | 0 | 3 | 1  | 8     |
| GBR Grã-Bretanha (Muirhead) | Martelo | 1 | 0 | 0 | 1 | 0 | 1 | 0 | 1 | 0 | 0  | 4     |

Décima primeira rodada
Quarta-feira, 16 de fevereiro, 20:05
| Pista A                 | LSFE    | 1 | 2 | 3 | 4 | 5 | 6 | 7 | 8 | 9 | 10 | Final |
| ----------------------- | ------- | - | - | - | - | - | - | - | - | - | -- | ----- |
| KOR Coreia do Sul (Kim) |         | 0 | 2 | 0 | 1 | 0 | 2 | 0 | 1 | 0 | 2  | 8     |
| DEN Dinamarca (Dupont)  | Martelo | 1 | 0 | 1 | 0 | 3 | 0 | 1 | 0 | 1 | 0  | 7     |

| Pista B                       | LSFE    | 1 | 2 | 3 | 4 | 5 | 6 | 7 | 8 | 9 | 10 | Final |
| ----------------------------- | ------- | - | - | - | - | - | - | - | - | - | -- | ----- |
| JPN Japão (Fujisawa)          | Martelo | 1 | 3 | 0 | 2 | 0 | 1 | 0 | 2 | 1 | X  | 10    |
| USA Estados Unidos (Peterson) |         | 0 | 0 | 2 | 0 | 1 | 0 | 4 | 0 | 0 | X  | 7     |

| Pista C                 | LSFE    | 1 | 2 | 3 | 4 | 5 | 6 | 7 | 8 | 9 | 10 | Final |
| ----------------------- | ------- | - | - | - | - | - | - | - | - | - | -- | ----- |
| ROC (Kovaleva)          | Martelo | 2 | 1 | 0 | 1 | 0 | 0 | 1 | 0 | 0 | 0  | 5     |
| SWE Suécia (Hasselborg) |         | 0 | 0 | 2 | 0 | 1 | 1 | 0 | 2 | 0 | 2  | 8     |

| Pista D            | LSFE    | 1 | 2 | 3 | 4 | 5 | 6 | 7 | 8 | 9 | 10 | 11 | Final |
| ------------------ | ------- | - | - | - | - | - | - | - | - | - | -- | -- | ----- |
| CAN Canadá (Jones) | Martelo | 0 | 0 | 1 | 2 | 0 | 5 | 0 | 0 | 1 | 0  | 0  | 9     |
| CHN China (Han)    |         | 1 | 2 | 0 | 0 | 2 | 0 | 2 | 1 | 0 | 1  | 2  | 11    |

Décima segunda rodada
Quinta-feira, 17 de fevereiro, 14:05
| Pista A               | LSFE    | 1 | 2 | 3 | 4 | 5 | 6 | 7 | 8 | 9 | 10 | Final |
| --------------------- | ------- | - | - | - | - | - | - | - | - | - | -- | ----- |
| JPN Japão (Fujisawa)  |         | 0 | 2 | 0 | 0 | 0 | 0 | 2 | 0 | 0 | X  | 4     |
| SUI Suíça (Tirinzoni) | Martelo | 1 | 0 | 1 | 1 | 2 | 0 | 0 | 0 | 3 | X  | 8     |

| Pista B                     | LSFE    | 1 | 2 | 3 | 4 | 5 | 6 | 7 | 8 | 9 | 10 | Final |
| --------------------------- | ------- | - | - | - | - | - | - | - | - | - | -- | ----- |
| ROC (Kovaleva)              |         | 0 | 1 | 0 | 1 | 0 | 0 | 1 | 1 | 0 | X  | 4     |
| GBR Grã-Bretanha (Muirhead) | Martelo | 2 | 0 | 1 | 0 | 1 | 1 | 0 | 0 | 4 | X  | 9     |

| Pista C                | LSFE    | 1 | 2 | 3 | 4 | 5 | 6 | 7 | 8 | 9 | 10 | Final |
| ---------------------- | ------- | - | - | - | - | - | - | - | - | - | -- | ----- |
| DEN Dinamarca (Dupont) |         | 0 | 1 | 0 | 2 | 0 | 0 | 0 | 1 | X | X  | 4     |
| CAN Canadá (Jones)     | Martelo | 1 | 0 | 2 | 0 | 2 | 3 | 2 | 0 | X | X  | 10    |

| Pista D                 | LSFE    | 1 | 2 | 3 | 4 | 5 | 6 | 7 | 8 | 9 | 10 | Final |
| ----------------------- | ------- | - | - | - | - | - | - | - | - | - | -- | ----- |
| KOR Coreia do Sul (Kim) |         | 0 | 2 | 0 | 1 | 0 | 0 | 1 | 0 | 0 | 0  | 4     |
| SWE Suécia (Hasselborg) | Martelo | 0 | 0 | 1 | 0 | 1 | 1 | 0 | 2 | 1 | 2  | 8     |

## Fase final
|  | Semifinal        | Semifinal        |    |                 | Final               | Final |  |
|  |                  |                  |    |                 |                     |       |  |
|  | 18 de fevereiro  |                  |    |                 |                     |       |  |
|  | SUI Suíça        | 6                |    |                 |                     |       |  |
|  | JPN Japão        | 8                |    |                 |                     |       |  |
|  |                  |                  |    |                 |                     |       |  |
|  |                  |                  |    |                 | 20 de fevereiro     |       |  |
|  |                  |                  |    |                 | JPN Japão           | 3     |  |
|  |                  | GBR Grã-Bretanha | 10 |                 |                     |       |  |
|  |                  |                  |    |                 |                     |       |  |
|  |                  |                  |    |                 |                     |       |  |
|  |                  |                  |    |                 | Disputa pelo bronze |       |  |
|  | 18 de fevereiro  | 18 de fevereiro  |    | 19 de fevereiro | 19 de fevereiro     |       |  |
|  | SWE Suécia       | 11               |    | SUI Suíça       | 7                   |       |  |
|  | GBR Grã-Bretanha | 12               |    |                 | SWE Suécia          | 9     |  |

### Semifinais
Sexta-feira, 18 de fevereiro, 20:05
| Pista C               | LSFE    | 1 | 2 | 3 | 4 | 5 | 6 | 7 | 8 | 9 | 10 | Final |
| --------------------- | ------- | - | - | - | - | - | - | - | - | - | -- | ----- |
| SUI Suíça (Tirinzoni) | Martelo | 0 | 1 | 0 | 1 | 0 | 0 | 3 | 0 | 1 | 0  | 6     |
| JPN Japão (Fujisawa)  |         | 0 | 0 | 1 | 0 | 4 | 1 | 0 | 1 | 0 | 1  | 8     |

| Pista A                     | LSFE    | 1 | 2 | 3 | 4 | 5 | 6 | 7 | 8 | 9 | 10 | 11 | Final |
| --------------------------- | ------- | - | - | - | - | - | - | - | - | - | -- | -- | ----- |
| SWE Suécia (Hasselborg)     | Martelo | 4 | 0 | 1 | 0 | 0 | 2 | 0 | 1 | 0 | 3  | 0  | 11    |
| GBR Grã-Bretanha (Muirhead) |         | 0 | 3 | 0 | 1 | 1 | 0 | 2 | 0 | 4 | 0  | 1  | 12    |

### Disputa pelo bronze
Sábado, 19 de fevereiro, 20:05
| Pista B                 | LSFE    | 1 | 2 | 3 | 4 | 5 | 6 | 7 | 8 | 9 | 10 | Final |
| ----------------------- | ------- | - | - | - | - | - | - | - | - | - | -- | ----- |
| SUI Suíça (Tirinzoni)   | Martelo | 0 | 1 | 0 | 0 | 1 | 0 | 2 | 0 | 3 | 0  | 7     |
| SWE Suécia (Hasselborg) |         | 1 | 0 | 0 | 2 | 0 | 3 | 0 | 2 | 0 | 1  | 9     |

### Final
Domingo, 20 de fevereiro, 9:05
| Pista B                     | LSFE    | 1 | 2 | 3 | 4 | 5 | 6 | 7 | 8 | 9 | 10 | Final |
| --------------------------- | ------- | - | - | - | - | - | - | - | - | - | -- | ----- |
| JPN Japão (Fujisawa)        |         | 0 | 1 | 0 | 0 | 0 | 1 | 0 | 1 | 0 | X  | 3     |
| GBR Grã-Bretanha (Muirhead) | Martelo | 2 | 0 | 0 | 1 | 1 | 0 | 4 | 0 | 2 | X  | 10    |